# وارطان سالاخانیان
وارطان سالاخانیان (به ارمنی: Վարդան Սալախյան) (زادهٔ ۶ بهمن ۱۳۰۹ در تبریز – درگذشتهٔ ۱۸ اردیبهشت ۱۳۳۳ در تهران) دیپلمات ارمنی‌تبار ایرانی و عضو حزب توده بود. او پس از کودتای ۲۸ مرداد ۱۳۳۲، توسط سازمان امنیت شهربانی دستگیر و با اتهام خرابکاری، به ساواک تحویل داده شد.

## زندگی
وارطان سالاخانیان در ۶ بهمن ۱۳۰۹ در تبریز در خانواده‌ای ارمنی متولد شد. وی تحصیلات ابتدایی و متوسطه را در تبریز به اتمام رساند و در سال ۱۳۲۱ با خانواده‌اش به تهران رفت. آن‌ها بعد از چهار سال مجدداً به تبریز بازگشتند. وارطان به همراه پدرش در کارخانه‌ای در تبریز مشغول به کار شد. وی پس از هشت ماه کار بدون دریافت دستمزد به همراه خانواده راهی تهران شد و در آنجا به رانندگی اتوبوس پرداخت تا خرج خانواده را تأمین کند. در تهران، جذب تنها جریان متشکل چپ در آن زمان، حزب توده، شد و در سال ۱۳۳۱ به طور رسمی به این حزب پیوست. بعد از کودتای ۲۸ مرداد ۱۳۳۲، وارطان ناگزیر فعالیت خود را به‌صورت مخفی ادامه داد. 
در آن زمان، وارطان مسئول انتشار و پخش نشریه «رزم» بود.شهربانی به‌دنبال کشف و نابودی این نشریه و چاپخانه آن و همچنین بازداشت اعضا و هواداران حزب توده بود.

## دستگیری
نزدیک به یک سال از کودتای ۲۸ مرداد می‌گذشت ولی هنوز چاپخانه‌‌ انتشار نشریه رزم کشف نشده بود. در غروب ششم اردیبهشت سال ۱۳۳۳، مأموران کودتا به‌ طور اتفاقی به اتومبیلی که وارطان و کوچک شوشتری در آن بودند در دروازه دولت، ایست دادند. پس از ایست، وارطان به پرسش‌های مأموران پاسخ داد و کوچک شوشتری بدون اینکه هیچ رفتار مشکوکی از خود نشان دهد در ماشین نشست. مأموران از وارطان خواستند که صندوق عقب ماشین را باز کند تا مورد بازرسی قرار گیرد. آنها به محض بازکردن صندوق عقب ماشین، با انبوهی از نشریه‌های رزم ارگان جوانان حزب توده مواجه شدند.
وارطان را به سرعت به فرمانداری نظامی انتقال دادند تا پس از بازجویی بتوانند محل چاپخانه را کشف کنند. شکنجه‌ها روی این دو نفر شش روز ادامه یافت. پس از ۶ روز، در ۱۲ اردیبهشت ماه ۱۳۳۳، کوچک شوشتری بدون کوچک‌ترین اعترافی، در اثر شکنجه جان سپرد.
پس از مرگ کوچک، وارطان به شکنجه‌گران گفت: «حالا خیالم راحت شد. من می‌دانم و نمی‌گویم. هر کار می‌خواهید بکنید.»

بعدها یکی از شکنجه‌‌گران، به صحنه‌ای از شکنجه‌های وارطان اعتراف کرد و گفت: 
انگشت سبابهٔ وارطان را گرفتم و به عقب فشار دادم. وارطان گفت می‌شکند. من باز هم فشار دادم. لعنتی، حرف نمی‌زد. وارطان گفت: می‌شکند با تمام نیرویم فشار دادم. صورت وارطان مثل سنگ بود. لب از لب باز نمی‌کرد. باز هم فشار دادم. وارطان گفت: می‌شکند. خشمگین شدم. مرا مسخره می‌کرد. باز هم فشار دادم. صدایی برخاست. وارطان گفت دیدی گفتم می‌شکند. نگاه کردم انگشت شکسته بود. وارطان به من پوزخند می‌زد".
در ۱۱ اردیبهشت (روز جهانی کارگر) وارطان در زندان، روی در سلول را رنگ زد و به شادی پرداخت؛ که فوراً توسط شکنجه‌گران به شکنجه‌‌گاه برده شد و چنان مورد شکنجه قرار گرفت که ۲۴ ساعت بیهوش شد. سرانجام در روز ۱۸ اردیبهشت ۱۳۳۳، مأموران حکومت پهلوی، جمجمه وارطان را درحالی‌که اثرات سوختگی و شکنجه در بدنش نمایان بود با مته سوراخ کردند و به زندگی او پایان دادند. عوامل رژیم، شبانه جسد وارطان و کوچک را در رودخانه جاجرود رها کردند. چند روز بعد جنازه‌ها کشف شدند.
پس از درگذشت وی از طرف رضا زنجانی که مسئول مالی عبدالکریم حائری یزدی (مؤسس حوزه علمیه قم) و وکیل شرعی آیت‌الله میلانی بود، مقرر می‌شود که ماهانه ۱۵۰ تومان به خانواده وی پرداخت شود. پرداخت این کمک هزینه به مدت ۲۹ سال تا هنگام درگذشت رضا زنجانی در تاریخ ۱۶ دی ۱۳۶۲ ادامه داشت. پس از درگذشت رضا زنجانی خانواده وی بر مزار او در حرم فاطمه معصومه حضور می‌یافتند.

## شعرنازلی سخن نگفت
احمد شاملو پس از کودتای ۲۸ مرداد ۱۳۳۲ وقتی در زندان بود با وارطان سالاخانیان آشنا شد. در هنگام مرگ وارطان در اثر شکنجه، شاملو هم‌بند وارطان بود. وی در آن زمان شعر «وارطان سخن نگفت» را در رثای او سرود که بعدها برای گذر کردن از سد سانسور، کلمه «نازلی» جای «وارطان» به‌کار برده شد و به قول شاعر «شعر را به تمام وارطان‌ها تعمیم داد.»
وارطان
بهار، خنده زد و ارغوان شکفت
در خانه، زیر پنجره، گل داد یاس پیر
دست از گمان بدار
با مرگ نحس پنجه میفکن
بودن به از نبود شدن خاصه در بهار…
وارطان سخن نگفت.
سرافراز، دندان خشم بر جگر خسته بست و رفت…
وارطان سخن بگو
مرغ سکوت، جوجه مرگی فجیع را در آشیان به بیضه نشسته‌ست
وارطان سخن نگفت؛ چو خورشید
از تیرگی درآمد و در خون نشست و رفت…
وارطان سخن نگفت
وارطان ستاره بود
یک دم در این ظلام درخشید و جست و رفت…
وارطان سخن نگفت
وارطان بنفشه بود، گل داد و مژده داد:
«زمستان شکست» و رفت…
احمد شاملو - زندان قصر ۱۳۳۳